# Rue de l'Abbé-Carton
La rue de l’Abbé-Carton, précédemment « rue Julie », est une voie publique située dans le quartier de Plaisance, 14e arrondissement de Paris. 

## Situation et accès
La rue relie la rue des Suisses à la rue Didot.

## Origine du nom
Le nom attribué à la rue en 1954 honore la mémoire de Pierre-Alfred-Marie Carton († 1887), dit l'abbé Carton, ancien curé de l’église Saint-Pierre-de-Montrouge de 1868 à 1887. Il fut fondateur d'une maison de retraite pour femmes dite asile de Notre-Dame-de-Bonsecours installée passage Rimbaut, puis rue des Plantes, avec adjonction d'un hôpital (voir maternité Notre-Dame de Bon Secours). Il apporta un soutien financier pour le fonctionnement de l’école de garçons, aujourd’hui disparue, située au no 16, rue du Moulin-Vert. Il meurt le 5 avril 1887 et est inhumé au cimetière du Montparnasse. 

## Historique
En 1860, l'ancienne ferme de Vanves est intégrée au 14e arrondissement de Paris nouvellement créé. Les terrains de la ferme, hérités par le médecin parisien Pacifique Robert, sont divisés en larges lots et vendus.
En 1866, deux couples achètent en indivision une parcelle des terrains: Wolf et Julie Gutman et Isidore et Célie Braun.
On accède alors à ces terrains par le chemin des Bœufs, qui devient en 1868 la rue d'Alésia.
Au cours des années 1870, les deux couples vendent ces terrains en petits lots, et créent ainsi une nouvelle voie, qui prendra le nom de « rue Julie », prénom qu'ont en commun Julie Gutman et la fille du couple Braun, née en 1862.
La rue garde cette dénomination jusqu'au 3 février 1954, date à laquelle elle prend sa dénomination actuelle.

## Bâtiments remarquables et lieux de mémoire
No 34 : une plaque apposée sur la façade le 21 novembre 2013  rappelle que l'artiste portugaise, Maria Helena Vieira da Silva, et son mari, Arpad Szenes, y avaient installé leur atelier. La même année, le conseil municipal de Paris rendait hommage à Maria Helena Vieira da Silva en attribuant son nom à une nouvelle voie du 14e arrondissement. 

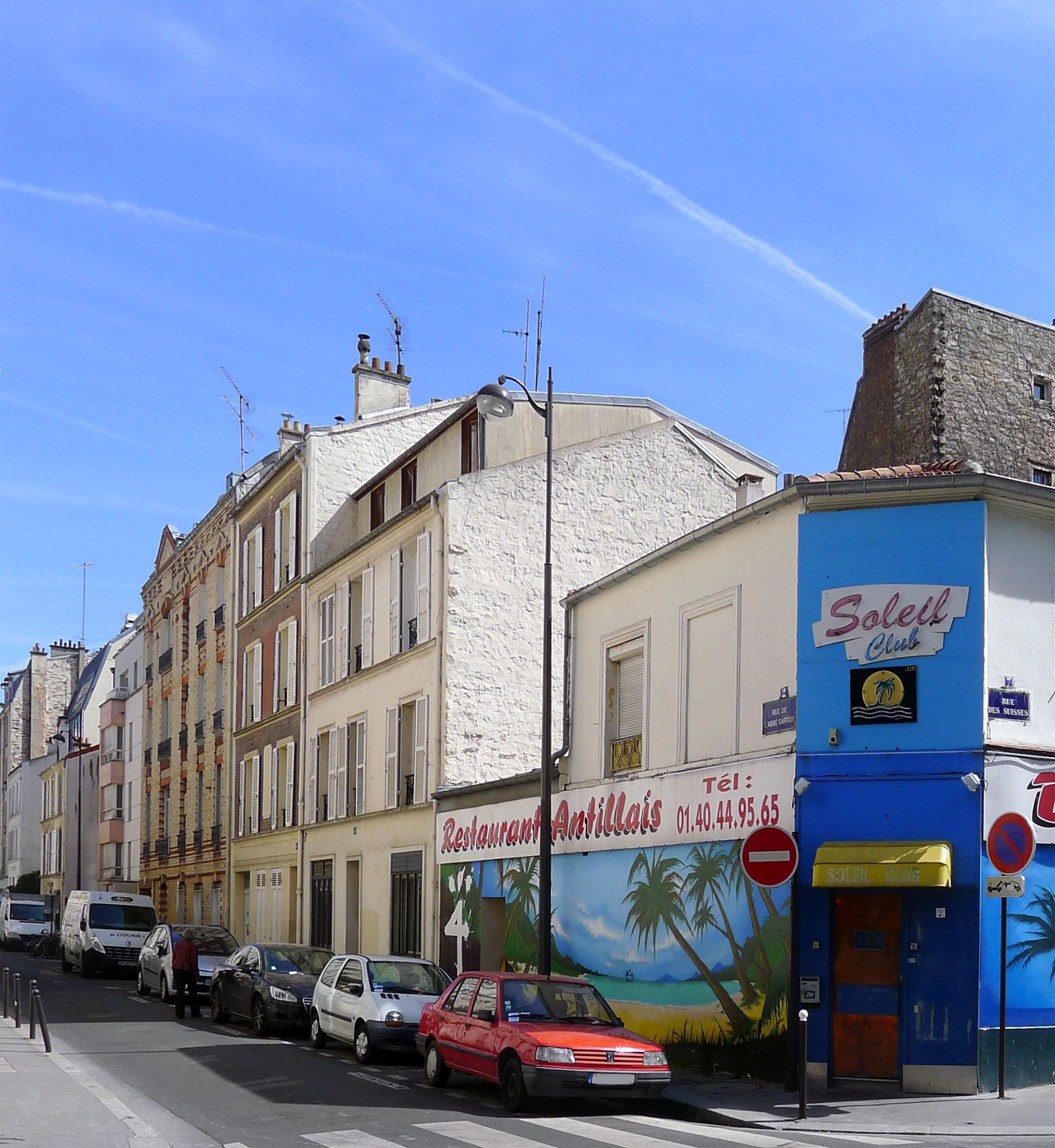
Rue vue depuis la rue des Suisses.
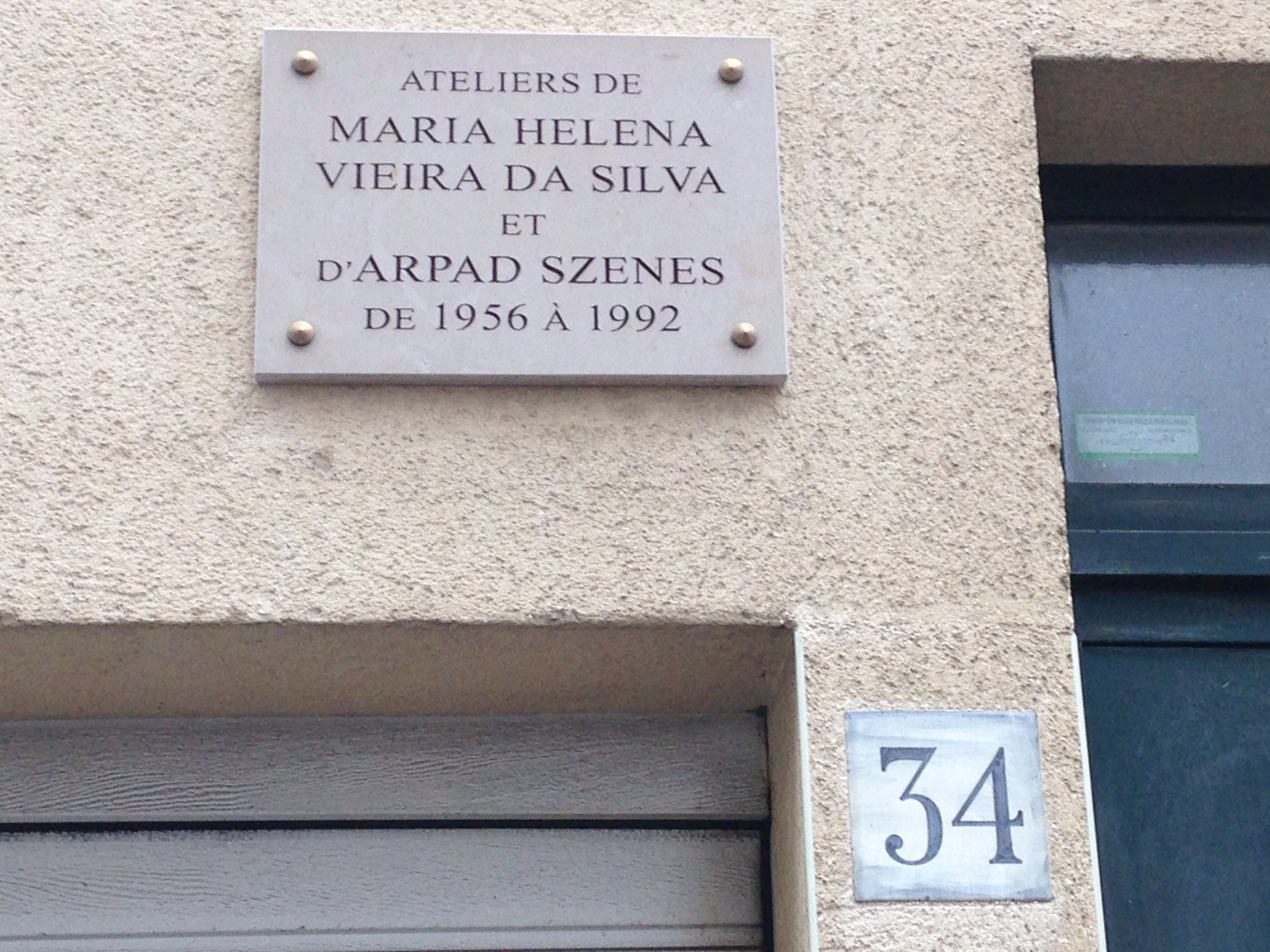
Plaque au no 34.